# Scott City (Misuri)
Scott City es una ciudad ubicada en el condado de Scott en el estado estadounidense de Misuri. En el Censo de 2010 tenía una población de 4565 habitantes y una densidad poblacional de 369,43 personas por km².

## Geografía
Scott City se encuentra ubicada en las coordenadas 37°13′25″N 89°32′19″O / 37.22361, -89.53861. Según la Oficina del Censo de los Estados Unidos, Scott City tiene una superficie total de 12.36 km², de la cual 12.15 km² corresponden a tierra firme y (1.66%) 0.2 km² es agua.

## Demografía
Según el censo de 2010, había 4565 personas residiendo en Scott City. La densidad de población era de 369,43 hab./km². De los 4565 habitantes, Scott City estaba compuesto por el 96.93% blancos, el 0.68% eran afroamericanos, el 0.26% eran amerindios, el 0.24% eran asiáticos, el 0% eran isleños del Pacífico, el 0.83% eran de otras razas y el 1.05% pertenecían a dos o más razas. Del total de la población el 1.45% eran hispanos o latinos de cualquier raza.